# Io vengo ogni giorno
Io vengo ogni giorno (Premature) è un film del 2014 diretto da Dan Beers.
Pellicola statunitense, di genere commedia, sceneggiata da Mathew Harawitz e da Dan Beers, al suo esordio come regista, prodotta da Karen Lunder e Aaron Ryder, con musiche di Nick Urata, direzione della fotografia di Jimmy Lindsey e montaggio di Robert Nassau.

## Trama
Rob Crabbe è uno studente liceale regolare e imbarazzante. In un giorno particolare, Rob ha un colloquio all'università che potrebbe cambiargli la vita. Mentre Rob si sveglia da un sogno erotico, sua madre entra nella sua stanza e chiede a Rob di pulirsi le lenzuola dopo averle ovviamente macchiate di sperma. L'intervista è per l'ammissione alla Georgetown University (l'alma mater dei genitori di Rob) e, durante essa, Jack Roth (l'intervistatore) scoppia a piangere perché sua moglie è morta di recente. Un certo numero di eventi, come i pantaloni di Rob che vengono bagnati da un altro studente con una pistola ad acqua e un incidente tra bicicletta e auto, si verificano per rovinare ulteriormente la giornata di Rob.
Un'affascinante compagna di classe, Angela, dà a Rob l'impressione di voler avere un rapporto sessuale con lui. Crabbe visita Angela ed i due si baciano, ma quando Angela mette la mano nei pantaloni di Rob, egli eiacula prematuramente e si sveglia nella sua stanza, proprio nello stesso momento in cui sua madre vi entra: la giornata ricomincia. All'inizio Rob crede che sia tutto un sogno, ma dopo aver vissuto lo stesso giorno più volte, si rende conto che non lo è. Rob, quindi, tenta di rendere la giornata diversa: guida un carrello da golf attraverso la scuola, fuma erba con la sua amica Gabrielle nello scuolabus, tocca il seno di un'insegnante, cerca di danneggiare la pistola ad acqua del ragazzino, combatte contro una bulla (perdendo), ma nulla di tutto ciò lo fa sfuggire al circuito del tempo.
Rob, alla fine, si rende conto che è innamorato di Gabrielle e la raggiunge a casa sua per confessare i suoi sentimenti. Gabrielle ricambia e i due decidono di fare sesso. Ancora una volta, Rob ha un'eiaculazione precoce, ma questa volta non si sveglia nella sua stanza, continuando a stare con Gabrielle e rendendosi conto di aver finalmente interrotto il ciclo temporale.

## Distribuzione
Il film è uscito nelle sale americane il 2 luglio 2014, e il 7 agosto dello stesso anno nelle sale italiane.

## Critica
Su Rotten Tomatoes il film detiene un 48% di gradimento sulla base di 21 recensioni professionali, con un punteggio medio di 5,0/10. Su Metacritic il film ha ottenuto una valutazione di 34%, sulla base di 9 recensioni generalmente sfavorevoli.

## Riconoscimenti
- 2014: SXSW Film Festival
  - Nomination per il premio Audience Award nella sezione Visions a Dan Beers
- 2014: Tallinn Black Nights Film Festival
  - Nomination per il premio Just Film Award nella sezione Miglior film per ragazzi a Dan Beers